# Juniperus flaccida
Juniperus flaccida (яловець висячий) — вид хвойних рослин родини кипарисових.

## Поширення, екологія
Країни зростання: Мексика (Чіуауа, Коауїла, Дуранго, Гуанахуато, Герреро, Ідальго, Халіско, Мексика Держава, Мічоакан, Морелос, Нуево-Леон, Оахака, Пуебла, Керетаро, Сан-Луїс-Потосі, Сонора, Тамауліпас, Тлакскала, Сакатекас); США (Техас). Зустрічається в гірському ялівцевому рідколіссі, сосново-дубовому лісі й рідколіссі, дубовому рідколіссі, з Pinus cembroides, Pinus, Juniperus deppeana, Juniperus saltillensis, Quercus, Fraxinus, Arbutus, мімозні бобові, Yucca і т. д., на вапнякових або інших породах, включаючи кременисті (гранітні) породи. Висотний діапазон становить від 800 м до 2600 м над рівнем моря.

## Морфологія
Це дводомне дерево або кущ до 12 м заввишки, стовбури розгалужуються на 1–2 м над основою, крона куляста. Кора від корицевого до червоно-коричневого або від сірого до червоно-коричневого кольору, розлущується на широкі переплетені волокнисті смуги. Гілки пониклі. Листки зелені; низхідні листки 4–6 мм, не тьмяні зверху; лускаті листки, вершина від округлої до загостреної. Шишки зріють 1 рік, кулясті, 5–20 мм, від жовто-коричневого до коричнево-фіолетового кольору при дозріванні, тьмяні, з 1–13 насінням 5–6 мм довжиною.

## Використання
Використання не зафіксовано для цього виду; деревина може локально слугувати паливом або використовуватися для стовпів.

## Загрози та охорона
Ніяких конкретних загроз не було визначено для цього виду. Цей вид присутній у кількох ПОТ (в США в англ. Big Bend National Park).